# Guardia de Hierro (Egipto)
La Guardia de Hierro de Egipto fue una sociedad secreta a favor del Eje y un movimiento político monárquico formado en Egipto a principios de la década de 1930 y utilizado por el rey Faruq para venganzas personales y políticas. La guardia estuvo involucrado en ataques contra los enemigos declarados de Faruq, operando con una licencia para matar, y se cree que recibió órdenes de Faruq personalmente. Sus otras funciones incluían proteger Farouk, servir como una fuerza de operaciones especiales y recopilar inteligencia militar.

## Historia y miembros
Se cree que se formó durante la década de 1930 por Aribert Heim (esta afirmación está respaldada por la aparición de la Guardia de Hierro de Palestina y la Guardia de Hierro de Rumania en el mismo período). Fue formado principalmente por oficiales del ejército y estaba conectado con los Oficiales Libres, un grupo militar secreto. La Guardia de Hierro cesó sus operaciones en 1952.
Yusuf Rashad fue el principal organizador de la Guardia de Hierro en 1944 o 1945, y reclutó a Anwar Sadat. Otro líder fue el capitán Mustafa Kamil Sidqi. Otros miembros incluyeron a Muhammad Ibrahim Kamel, Nahed Rashad, y el general Hussein Sirry Amer.

## Comportamiento
Los actos de violencia política de la Guardia de Hierro en Egipto incluyeron los asesinatos de Amin Othman , exministro de finanzas, en 1944; de Rafik al-Tarzi en 1945; y del líder de la Hermandad Musulmana Hasan al-Banna en 1949. También intentaron dos veces, en 1945 y 1948, asesinar a Mustafa el-Nahhas.
Doce miembros de la Guardia de Hierro fueron sometidos a consejo de guerra en El Cairo el 2 de octubre de 1952, acusados de instigar y cometer asesinatos. Entre ellos se encontraba el general Amer, acusado del asesinato de un teniente del cuerpo de mantenimiento del ejército, contrabando de hachís y deserción. Cinco de los miembros fueron acusados de asesinar a al-Banna.

## Otras lecturas
- El juego de las naciones: la amoralidad de la política de poder , Nueva York: Simon & Schuster, 1970.